# Motorcross
Motorcross (vroeger "terreinrace" maar tegenwoordig soms ook "motocross" en in Engelstalige landen "Moto-X") is de meest beoefende tak van de motorsport, die zich in het terrein afspeelt.

## Klassen
Een provinciale crosswedstrijd wordt over twee manches gereden op een speciale, gesloten omloop. Er wordt in diverse klassen gestreden, die sinds 2004 als volgt zijn ingedeeld:
- 50cc (tweetaktmotor 50cc)
- 65cc (tweetaktmotor 65cc
- 85cc (tweetaktmotor 85cc)
- 125cc (tweetaktmotor 125cc)
- MXGP (tweetaktmotoren van 250 cc en viertaktmotoren van 450 cc)
- MX2 (tweetaktmotoren van 125 cc en viertaktmotoren van 250 cc)
- MXOpen (tweetaktmotoren van 250 tot 500 cc en viertaktmotoren van 450 tot 650 cc)
- Quads
- Zijspannen

Tot 2004 bestonden de MX-klassen niet en werden die motoren ingedeeld in de klassen 125 cc, 250 cc en 500 cc.
De vrouwen komen alleen uit in de MX2-klasse en voor hen geldt bij internationale wedstrijden een minimumleeftijd van 15 jaar.
In elk van deze klassen werden of worden jaarlijks wereldkampioenen aangeduid, dit zijn zij die gedurende het seizoen het meeste punten verzamelen in de verschillende Grote Prijzen die meetellen voor het wereldkampioenschap. Er is ook een jaarlijks wereldkampioenschap voor landenteams, de Motorcross der Naties. Deze wedstrijd wordt op één dag verreden met teams van drie rijders (één per klasse).

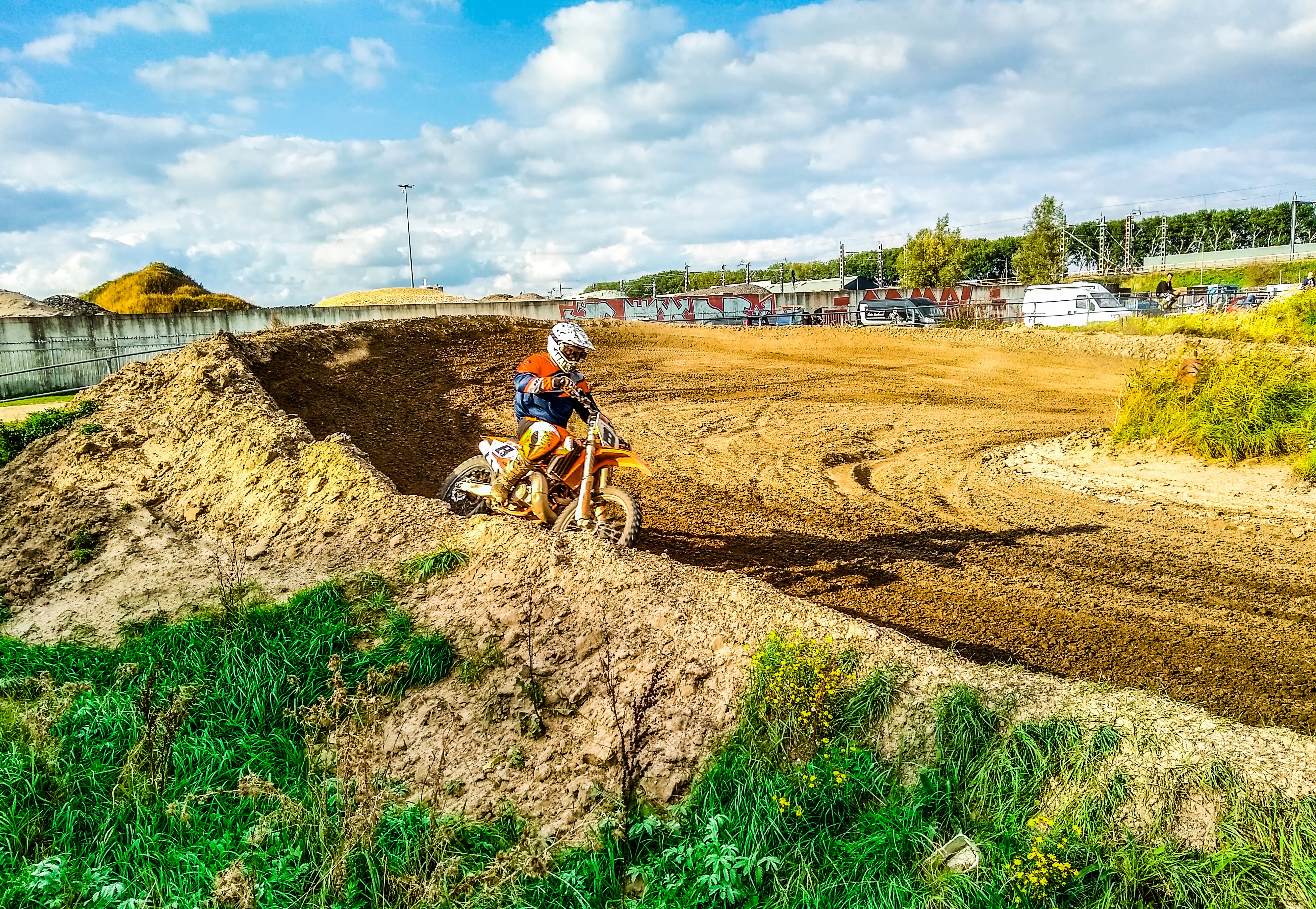
motorcross MC Utrecht

Een meer recente, spectaculaire variant van motorcross, ontstaan in de Verenigde Staten, is de stadioncross of Supercross, die verreden wordt op een omloop met kunstmatige hindernissen, aangelegd in grote openlucht of indoor sportstadions. De "kleine broer" hiervan die verreden wordt in sporthallen is Arenacross.

## Geschiedenis
Motorcross ontstond na de Tweede Wereldoorlog, toen er veel "off-road" werd gereden met oude legermotoren. Uiteindelijk groeide motorcross uit tot een volwaardige sporttak. De motoren worden al enkele decennia speciaal geproduceerd om te crossen. Toonaangevende landen waren/zijn Groot-Brittannië, België en de Verenigde Staten. Vedetten in de moderne motorcross waren de Belgische motorcrossers Joël Robert, Roger De Coster en André Malherbe, de Fin Heikki Mikkola, de Zweed Håkan Carlqvist en de Brit Dave Thorpe. Zij waren de wereldkampioenen in de toenmalige 250cc en 500cc. In 2006 veroverde de Belg Stefan Everts zijn tiende wereldtitel motorcross. Hij behaalde titels in alle bestaande klassen (125, 250 en 500cc) en won 101 Grands Prix, tot op heden een absoluut record. In de Verenigde Staten is de variant Supercross populair. Supercross wordt gereden op compacte, speciaal aangelegde circuits, vaak in grote stadions, met veel technische hindernissen. Kampioenen zoals Ricky Johnson, Jeremy McGrath, Ricky Carmichael, James Stewart en recenter Ryan Villopoto en Ryan Dungey zijn er absolute vedetten.
Eénmaal per jaar is er de Motorcross der Naties. Dit is een wedstrijd voor landenteams. Het is het eigenlijke officieuze WK voor ploegen. Ook hier worden de meeste titels veroverd door de Verenigde Staten (22x), Groot-Brittannië (16x) en België (15x).

## Belgische wereldkampioenen
- René Baeten in 1958 (500cc)
- Joël Robert in 1964, 1968, 1969, 1970, 1971 en 1972 (250cc)
- Roger De Coster in 1971, 1972, 1973, 1975 en 1976 (500cc)
- Gaston Rahier in 1975, 1976 en 1977 (125cc)
- Harry Everts in 1975 (250cc), 1979, 1980 en 1981 (125cc)
- André Malherbe in 1980, 1981 en 1984 (500cc)
- Georges Jobé in 1980, 1983 (250cc), 1987, 1991 en 1992 (500cc)
- Eric Geboers in 1982, 1983 (125cc), 1987 (250cc), 1988 en 1990 (500cc)
- Stefan Everts in 1991 (125cc), 1995, 1996, 1997 (250cc), 2001, 2002 (500cc), 2003, 2004, 2005 en 2006 (MX1)
- Jacky Martens in 1993 (500cc)
- Joël Smets in 1995, 1997, 1998, 2000 (500cc) en 2003 (MX3)
- Steve Ramon in 2003 (MX2) en 2007 (MX1)
- Sven Breugelmans in 2005 en 2008 (MX3)

## Nederlandse wereldkampioenen
- Dave Strijbos in 1986 (125cc)
- John van den Berk in 1987 (125cc) en 1988 (250cc)
- Pedro Tragter in 1993 (125cc)
- Jeffrey Herlings in 2012, 2013 en 2016 (MX2), 2018 en 2021 (MXGP)
- Nancy van de Ven in 2022 (WMX)
- Kay de Wolf in 2024 (MX2)
- Lotte van Drunen in 2024 (WMX)

## Motorcrossvarianten
- Enduro is een variant van motorcross waar naast snelheid ook uithoudingsvermogen belangrijk is.
- Grasbaanrace is een variant van motorcross waar het vooral draait om snelheid en bochtenwerk met veel durf.
- Strandrace is een variant waarbij gereden wordt op het strand waar veel snelheid en uithoudingsvermogen belangrijk is.
- Supercross is een variant waarbij een kunstmatig aangelegde Motocross baan in een stadion of hal en bevat zeer veel dubbel en trippel sprongen, combochten en tevens vele wasborden en is daardoor voor de leek ook wel te vergelijken met een BMX baan waardoor het niet alleen heel spectaculair maar ook overzichtelijk is voor het publiek.
- Freestyle Motocross is een afgeleide waarbij het enkel om de sprongen (tricks) en de moeilijkheid daarvan gaat en hangt vooral samen met lef en timing, deze sport is vooral bekend van de X Games.

## Sportbonden
Het internationale overkoepelende orgaan voor motorcross (en andere vormen van motorsport) is de Fédération Internationale de Motocyclisme (FIM). Ook op amateurvlak is er in Europa een netwerk van motorcrossfederaties ontstaan. IMBA groepeert een negental landen en organiseert het Europees kampioenschap voor amateurs.
In België is het motorcrosslandschap versnipperd. Niettegenstaande zijn relatief kleine oppervlakte telt België heel wat verenigingen die aan motorcross doen. In Oost- en West-Vlaanderen zwaait MCLB de plak. De provincies Antwerpen en Limburg tellen vooral rijders die bij VLM een vergunning onderschreven. In Vlaams-Brabant en Henegouwen is VMCF actief is. De Belgische Motorrijdersbond is opgedeeld in twee vleugels: een Waalse en een Vlaamse, maar is het officiële lid van de FIM en het BOIC.
In Nederland is alles duidelijker afgelijnd. De amateurs crossen meestal bij Motorsport Organisatie Nederland (MON, aangesloten bij de IMBA) terwijl de profs en semi-profs de wedstrijden betwisten van de Koninklijke Nederlandse Motorrijders Vereniging (KNMV, aangesloten bij de FIM). Zowel in Nederland als België zijn er af en toe uitwisselingswedstrijden.

## Kampioenen motorcross
- Dutch Masters of Motocross
- Wereldkampioenschap motorcross
- Motorcross der Naties
- Wereldkampioenschap zijspancross
- Nederlands kampioenschap quadcross
- Quadcross of European Nations